# Bertrand Ballouhey
Pour les articles homonymes, voir Ballouhey.
Pas d'image ? Cliquez ici

a Compétitions nationales et continentales officielles uniquement.

b Matchs officiels uniquement.
Bertrand Ballouhey, né le 3 août 1938 à Laplume et mort le 23 mai 1997 à Villeneuve-sur-Lot, est un joueur et entraîneur français de rugby à XIII
Il effectue toute sa carrière au Villeneuve-sur-Lot y remportant de nombreux succès avec des titres de Championnat de France en 1959 et 1964 ainsi qu'en Coupe de France en 1958 et 1964. Fort de ses performances en club, il est sélectionné à une reprise en équipe de France le 23 janvier 1965 contre la Grande-Bretagne.
Il revêt par la suite la fonction d'entraîneur de Villeneuve-sur-Lot entre 1982 et 1984 en binome avec Jacques Balleroy avec qui il remporte la Coupe de France en 1984.

## Biographie
Son fils, Jean Ballouhey, exerce le rôle de président du club de rugby à XIII de Loustalet-Bias XIII.

## Palmarès

### En tant que joueur
- Collectif :
  - Vainqueur du Championnat de France : 1959, 1964 (Villeneuve-sur-Lot).
  - Vainqueur de la Coupe de France : 1958, 1964 (Villeneuve-sur-Lot).
  - Finaliste du Championnat de France : 1962 et 1965 (Villeneuve-sur-Lot).
  - Finaliste de la Coupe de France : 1966 (Villeneuve-sur-Lot).

#### Détails en sélection
| 1. | 23 janvier 1965 | Grande-Bretagne | 7-17 |  | Centre | 0 | 0 | - | - |

### En tant qu'entraîneur
- Collectif :
  - Vainqueur de la Coupe de France : 1984 (Villeneuve-sur-Lot).
  - Finaliste du Championnat de France : 1984 (Villeneuve-sur-Lot).
  - Finaliste de la Coupe de France : 1983 (Villeneuve-sur-Lot).